# Молитва за Украину (скульптурная композиция)
Молитва за Украину (укр. Молитва за Україну) — скульптурная композиция в Батурине, в которой изображены фигуры 5 гетманов Украины, во времена которых Батурин был резиденцией гетманов Левобережной Украины. Центральным местом композиции является фигура гетмана Мазепы. Также в 2009 году планировалось установить над гетманами фигуру Пресвятой Богородицы, накрывающей гетманов своим Покровом. Композиция расположена на территории Национального заповедника «Гетманская столица».
На памятнике изображены гетманы: Демьян Многогрешный, Иван Самойлович, Иван Мазепа, Филипп Орлик и Кирилл Разумовский.
Композиция выполнена Заслуженным архитектором Украины Б. Мазуром и М. Мазуром на государственные средства.
22 января 2009 года памятник открыл Президент Украины Виктор Ющенко. В церемонии открытия приняли участие секретарь СНБОУ Раиса Богатырева, вице-премьер-министр Иван Васюник, министр обороны Юрий Ехануров, министр иностранных дел Владимир Огрызко, министр по делам семьи, молодежи и спорта Юрий Павленко, губернаторы Киевской области Вера Ульянченко и Днепропетровской области Виктор Бондарь.